# Pteroplius
Pteroplius is een kevergeslacht uit de familie van de boktorren (Cerambycidae). De wetenschappelijke naam van het geslacht werd voor het eerst geldig gepubliceerd in 1830 door Lacordaire.

## Soorten
Pteroplius is monotypisch en omvat slechts de volgende soort:
- Pteroplius acuminatus Audinet-Serville, 1835